# حركة بيلو

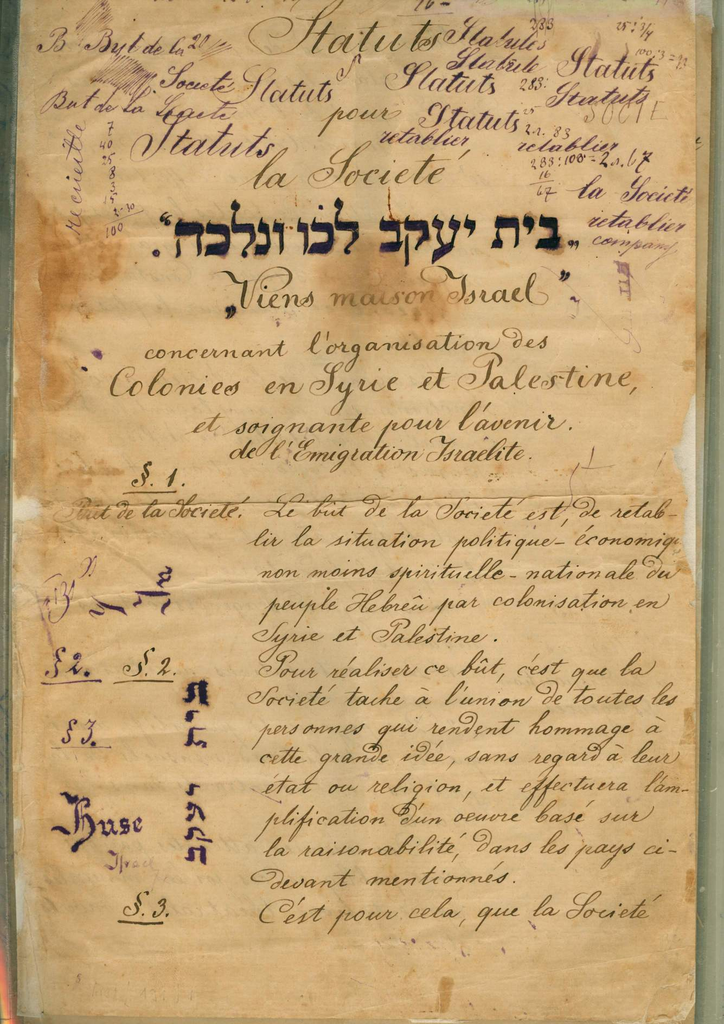
ميثاق بيلو عام 1882

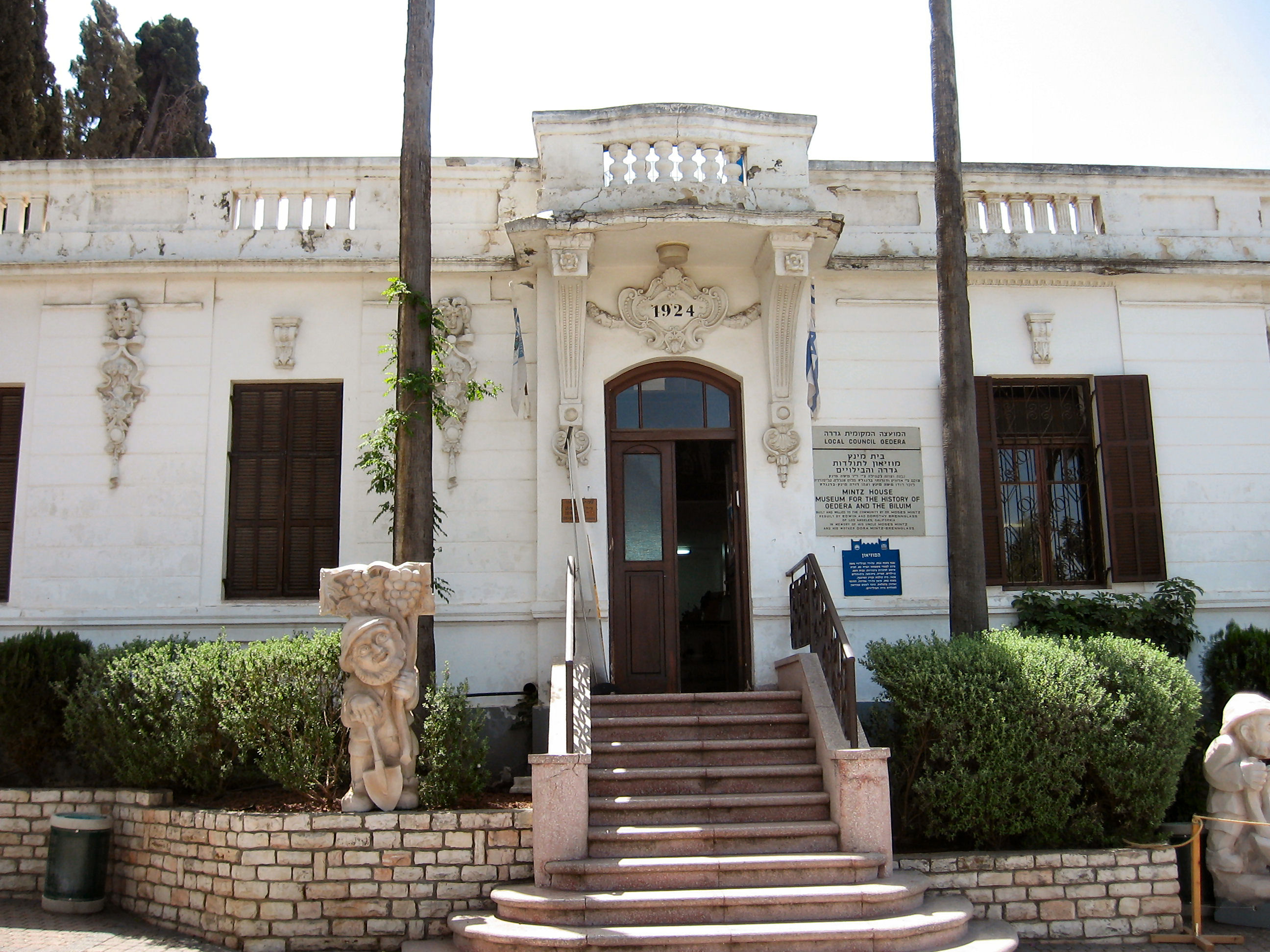
متحف بيلو في غديرا

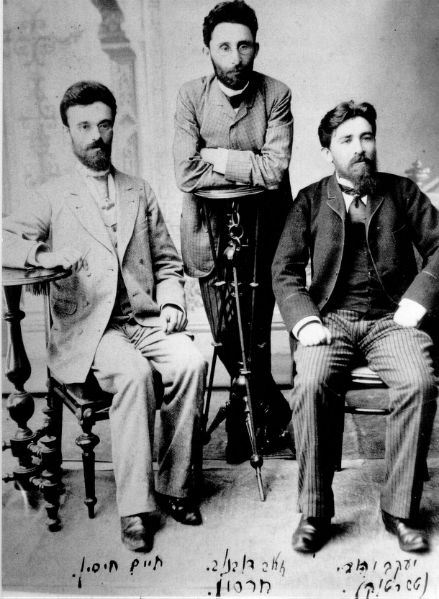
أعضاء بيلو: زئيف فلاديمير دوبنوف ويعقوب شيرتوك وحاييم تشيسين في روسيا عام 1890

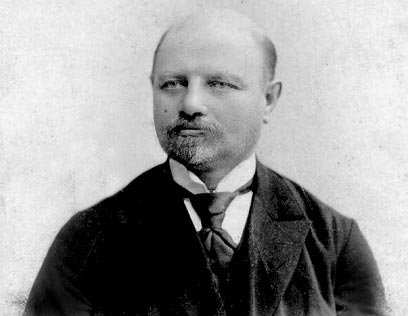
إسرائيل بلكيند (مؤسس الحركة).

بيلو، حركة يهودية في أواخر القرن التاسع عشر، غذتها في الغالب هجرة اليهود الروس، وكان هدفها الاستيطان الزراعي في فلسطين. كان أعضاؤها معروفين باسم بيلوئيم، وسعت الحركة إلى إلهام اليهود بالهجرة إلى فلسطين العثمانية. رفض البيلويم المفاهيم التقدمية مثل التحرر والاستيعاب كخيارات قابلة للتطبيق لبقاء اليهود. انهارت الحركة نتيجة الظروف الزراعية الصعبة في فلسطين ونقص التمويل لدعم المستوطنين.

## التاريخ

### تشكيل
موجة المذابح في 1881-1884، المعروفة باسم "العواصف الجنوبية" ، بالتزامن مع قوانين القيصر ألكسندر الثالث الروسية المعادية للسامية لعام 1882، دفعت إلى هجرة جماعية لليهود من الإمبراطورية الروسية. كان اليهود في روسيا يأملون في الأصل في الخروج من منطقة الاستيطان (المنطقة التي حصرتهم فيها السلطات)، لكن آمالهم تبددت بسبب اقتراح من الحكومة الروسية يقضي بخروج اليهود من روسيا بالكامل. وهكذا غادر الكثير من اليهود. ذهب العديد منهم إلى أمريكا الشمالية، وذهبت مجموعة أصغر إلى فلسطين.
في 6 يوليو 1882، هاجرت المجموعة الأولى من رواد البيلو من روسيا ووصلت إلى فلسطين العثمانية. تألفت المجموعة من أربعة عشر طالبًا جامعيًا من خاركيف بقيادة إسرائيل بلكيند، الذي أصبح فيما بعد كاتبًا ومؤرخًا بارزًا.

### التحديات الأولية
كان وصول رواد بيلو بداية للعليا الأولى. لقد حاولوا استخدام المجتمعات الزراعية كوسيلة لتخفيف التوترات الاقتصادية والاجتماعية اليهودية من شاحب الاستيطان. لم يكن اليهود مزارعين في منطقة المستوطنة، لذا فقد رأوا "العودة" إلى فلسطين عودة إلى ممارستهم التاريخية للزراعة.. اعتبارًا من عام 1882، كان هناك 525 عضوًا في حركة بيلو، جميعهم كانوا تحت سيطرة مجموعة خاركيف أو "المكتب المركزي"، الذي سيطر على شؤون جميع رواد بيلو حتى تم إحضار جميع الأعضاء إلى يافا. هدفت المجموعة إلى إقامة مستوطنة نموذجية لجميع اليهود. حاولت مجموعة خاركيف شراء ما يكفي من الأراضي من تركيا حتى يتمكن جميع الأعضاء من تسوية الأرض المرتقبة، مما سيمكن اليهود من امتلاك الأرض التي كانوا يأملون في زراعتها. واستجابة للضغوط المحلية، بدأت السلطات العثمانية في تقييد شراء الأراضي اليهودية والهجرة إلى الإمبراطورية. سعى رواد بيلو للحصول على موافقة الدولة العثمانية للهجرة إلى فلسطين على أساس طلب اللجوء من الاضطهاد الروسي، لكن القيادة في الإمبراطورية العثمانية رفضت استقبال المزيد من اللاجئين لتجنب المزيد من الخطاب السياسي. عاد معظم بلوئيم إلى روسيا بعد تلقيهم أنباء عن عدم الترحيب بهم في فلسطين. ومع ذلك، واصل أربعة عشر عضوًا من الحركة طريقهم إلى فلسطين دون الحصول على إذن من الإمبراطورية العثمانية ووصلوا في يوليو 1882. ذهب بعض أعضاء المكتب المركزي إلى يافا، ولكن بعد فترة وجيزة، جفت أموال الوصول، ولم تتمكن المجموعة من إرسال بقية الأعضاء المنتظرين في روسيا.

### الوضع في فلسطين
وكان معظم السكان اليهود يتألفون من السفارديم. كان عدد السكان الأشكناز أقل بكثير وأقل ثراءً بكثير. أقام بعض اليهود إقامة قصيرة في مدرسة الزراعة اليهودية في ميكفه إسرائيل على أمل تعزيز قدراتهم الزراعية. لم يكن اليهود مزارعين في روسيا. ومع ذلك، تم قطع هذه الإقامة بسبب المواجهات العدائية مع اليهود الأرثوذكس القدامى ذوي وجهات النظر العالمية المتعارضة. أدى العداء المستمر من قبل السكان اليهود الأرثوذكس إلى طرد المهاجرين الروس من ميكفي إسرائيل. بعد المغادرة، انضم المستوطنون المتفائلون إلى منظمة أحباء صهيون بقيادة ليون بينسكر بشكل غير رسمي. ساعد الأعضاء في إنشاء مستوطنة ريشون لتسيون. ومع ذلك، فإن التطلعات اليهودية للمجتمعات الزراعية لم تتماشى مع المهارات التي امتلكها العديد من المهاجرين، مما دفعهم إلى طلب المساعدة من البارون إدموند جيمس دي روتشيلد والبارون موريس دي هيرش. وكان المستوطنون قد رفضوا في السابق المساعدة لأن البارونات أرادوا بعض السيطرة على كيفية عمل المستعمرات التي سيمولونها. بعد أن اعترفت عائلة بيلوئيم بالحاجة إلى المساعدة، قدم هيرش وروتشيلد التمويل الذي أدى إلى إنشاء صناعة النبيذ المحلية نتيجة لمزيد من العمل الزراعي الناجح. في عام 1886، بدأ بناء مصنع النبيذ في ريشون لتسيون والذي أصبح مشروعًا ناجحًا لتصدير النبيذ.
في شتاء عام 1884، قامت مجموعة أخرى من رواد بيلو بتأسيس مستوطنة غديرا. تم إنشاء غديرا على قطعة أرض اشتراها يحيئيل ميخل بينس من قرية قطرة العربية من هوفي صهيون تحت رعاية القنصل الفرنسي في يافا.